# Torneo masculino de fútbol en los Juegos Bolivarianos de 2009
El torneo de fútbol masculino de los Juegos Bolivarianos de Sucre se realizó entre el 14 y 26 de noviembre de 2009 en Sucre.

## Sedes
Los partidos se desarrollaron en el Estadio Olímpico Patria de la ciudad de Sucre que tiene una capacidad de 30 700 espectadores. Fue inaugurado en 1992 y refaccionado con motivo de la realización de los Juegos Bolivarianos.
| Sucre                                     |
| ----------------------------------------- |
| Estadio Olímpico Patria Capacidad: 30 700 |
|                                           |

## Equipos participantes
| Equipos participantes | Equipos participantes | Equipos participantes |
| --------------------- | --------------------- | --------------------- |
| Bolivia               | Ecuador               | Venezuela             |

## Partidos
| Equipo    | Pts | PJ | PG | PE | PP | GF | GC | Dif |
| --------- | --- | -- | -- | -- | -- | -- | -- | --- |
| Bolivia   | 7   | 4  | 2  | 1  | 1  | 6  | 5  | +1  |
| Ecuador   | 7   | 4  | 2  | 1  | 1  | 4  | 3  | +1  |
| Venezuela | 2   | 4  | 0  | 2  | 2  | 4  | 6  | –2  |

| Noviembre de 2009 | Bolivia               | 2:2     | Venezuela                                           | Estadio Olímpico Patria, Sucre |  |
|                   | Sergio Soruco 56' 90' | Reporte | 25' Fernando Aristiguieta · 79' Diego García Veneri |                                |  |

| Noviembre de 2009 | Ecuador      | 1:0 | Venezuela | Estadio Olímpico Patria, Sucre |  |
|                   | Juan Cazares |     |           |                                |  |

| Noviembre de 2009 | Bolivia | 0:2 | Ecuador | Estadio Olímpico Patria, Sucre |  |

| Noviembre de 2009 | Bolivia                                 | 2:1 | Venezuela         | Estadio Olímpico Patria, Sucre |  |
|                   | Ramiro Ballivián 38' · Franz Parada 41' |     | 36' Carlos Suárez |                                |  |

| Noviembre de 2009 | Venezuela              | 1:1 | Ecuador          | Estadio Olímpico Patria, Sucre |  |
|                   | Alexander González 75' |     | 64' Abel Morales |                                |  |

| Noviembre de 2009 | Bolivia | 2:0 | Ecuador | Estadio Olímpico Patria, Sucre |  |

## Medallero
| Evento           |         |         |           |
| ---------------- | ------- | ------- | --------- |
| Fútbol masculino | Bolivia | Ecuador | Venezuela |

## Campeón
| Medalla de oro bolivariana  |
| Bandera de Bolivia          |
| Campeón Bolivia 4.to título |